# Konrad Andersson
Gustaf Konrad Andersson, född 21 oktober 1886 i Österlövsta församling, Uppsala län, död 16 september 1965 i Österlövsta församling, Uppsala län, var en svensk nyckelharpist, instrumentmakare och skogsarbetare.

## Biografi
Andersson föddes 1886 i Österlövsta församling. Han började bygga silverbasharpor mellan åren 1905–1906. Andersson började 1949 att bygga nyckelharpor. Han byggde även fioler och arbetade även som skogsarbetare.